# 172526 Carolinegarcia
172526 Carolinegarcia è un asteroide della fascia principale. Scoperto nel 2003, presenta un'orbita caratterizzata da un semiasse maggiore pari a 2,3498237 au e da un'eccentricità di 0,2059969, inclinata di 6,26907° rispetto all'eclittica.